# El 7 de septiembre
«El 7 de septiembre» es el título del primer sencillo que se extrae del álbum Aidalai (1991) del grupo Mecano, para promoción radiofónica. Tema compuesto y producido por Ignacio Cano, la canción fue estrenada el 27 de mayo de 1991 en España y en otros países de Hispanoamérica y los Estados Unidos, se estrenó ese mismo año entre los meses de septiembre y octubre.

## Descripción de la canción
Es una canción que trata, en líneas generales, sobre rupturas amorosas y del sentimiento de nostalgia que a veces podemos sentir al revivir viejos momentos con alguien con el cual compartimos cosas importantes.
Esta canción—al igual que "La fuerza del destino"—están dedicadas a la escritora Coloma Fernández Armero, la cual, durante varios años fue pareja de Nacho Cano. Ambas canciones relatan de momentos diferentes en la relación de pareja:
 Mientras que "La fuerza del destino" nos habla de la manera cómo ellos dos se conocieron y comenzaron así dicha relación; por el contrario, "El 7 de septiembre", nos narra la costumbre que adoptaron de mutuo acuerdo, después de separarse como pareja, de reunirse todos los años el día de su aniversario.
La canción está producida básicamente en ritmo de medio-tiempo aunque al inicio de la canción, el ritmo es más bien el de una balada-electrónica, a medida que va transcurriendo el tema se van agregando sonoridades y efectos que ayudan a que el ritmo se incremente un poco.
A nivel de estructura lírica, es una canción más bien sencilla y predecible, típico de una canción pop: Comienzo de intro de teclados in crescendo, pues se le van sumando cada vez más sonidos, de una duración de 0:30 segundos, vocalización de Ana en 0:32. Nos encontramos con dos estrofas separadas cada una de 5 versos (líneas) sin que haya una rima predominante entre los mismos, tarareos breves en bocaquiusa en 1:19 min, intercalado luego con la estrofa-estribillo, que tiene la particularidad que fue grabado a 2 voces: Una voz con tono grave, al frente, como primera voz y otra con tono agudo; pero volumen bajo, atrás, sirviendo como voz de apoyo a la primera... lo cual crea el efecto de que esta parte de la canción es está cantada por 2 personas diferentes.

En la segunda parte, nos encontramos con un esquema casi similar, dos estrofas de versos sin rima dominante, salvo que ahora la estrofa #3 (la primera después que se canta el estribillo por primera vez) tiene 5 versos y la estrofa #4 tiene solo 4 líneas de texto; bocaquiusa en el 2:58 min y de nuevo se intercala el estribillo a la altura de 3:10 min y después de esto se produce un "bajón" en el sonido de los teclados lo cual crea brevemente un efecto coral y sin pausa se pasa a lo que es el puente musical a cargo de una sección de cuerdas simulada en teclados con un pequeño break en batería, para retomar luego unos segundos más adelante las 2 primeras líneas de texto correspondiente a la estrofa #4. Finalmente se repite la línea-2 de la estrofa #4 dando así fin a la vocalización de Ana. El tema termina con una breve coda con golpes de percusión dados en pares y éstos, dan paso a unos teclados que van en descenso y que sirven como sonido de cierre.

## Versiones alternativas
Esta canción (al igual que otras) fue publicada en varias versiones diferentes, así como también en varios idiomas. En el maxisencillo de vinilo se incluyeron las siguientes: "El 7 de septiembre" (versión del álbum) / "El 7 de septiembre" (versión acústica) / "El 7 de septiembre" (versión playback-sin voz) / "El 7 de septiembre" (versión de baile). Para las ediciones de "Aidalai" tanto para Francia como para Italia, también se incluyó esté tema traducido a esos idiomas: "Le 7 Septembre" y "Il 7 Di Settembre" respectivamente.
La última versión de la canción corresponde al musical "Hoy no me puedo levantar", aunque también la han versionado Big City, para el disco "En tu fiesta me colé", Mecandance para el disco homónimo, Arthur Hanlon en el disco Mecanomanía y Sound Chasers para el disco "La fuerza del Chill Out".

## Lista de canciones
De los diferentes formatos en que se publicó este sencillo:
Disco sencillo de vinilo (7"): "El 7 de septiembre".
Lado A: "El 7 de septiembre" (versión del álbum) / 5:02.
Lado B: "El 7 de septiembre" (versión acústica) / 4:36.
Maxisencillo de vinilo (12"): "El 7 de septiembre".
Lado A:
Surco 1 - "El 7 de septiembre" (versión de baile) / 4:58.
Surco 2 - "El 7 de septiembre" (versión acústica) / 4:36.
Lado B:
Surdo 1 - "El 7 de septiembre" (versión álbum) / 5:02
Surco 2 - "El 7 de septiembre" (versión sin voz) / 5:02.
CD-sencillo: "El 7 de septiembre".
Track 1: "El 7 de septiembre" (versión del álbum) / 5:02.
Track 2: "El 7 de septiembre" (versión acústica) / 4:36.
CD-Maxi: "El 7 de septiembre".
Track 1: "El 7 de septiembre" (versión de baile) / 4:58.
Track 2: "El 7 de septiembre" (versión acústica) / 4:36.
Track 3: "El 7 de septiembre" (versión del álbum) / 5:02.
Track 4: "El 7 de septiembre" (versión playback-sin voz) / 5:02.
*★ Rareza: Maxisencillo de vinilo (12"): "El 7 de septiembre" Edición Especial para Discotheques (México).
Lado A: "El 7 de septiembre" (versión de baile) / 4:58.
Lado B: "El 7 de septiembre" (versión del baile) / 4:58.

## Posicionamiento en listas
| Lista (1991)                | Mejor posición |
| --------------------------- | -------------- |
| Chile (UPI)                 | 4              |
| España (Los 40 Principales) | 1              |
| México (UPI)                | 4              |